# 비셰그라드 (보스니아 헤르체고비나)

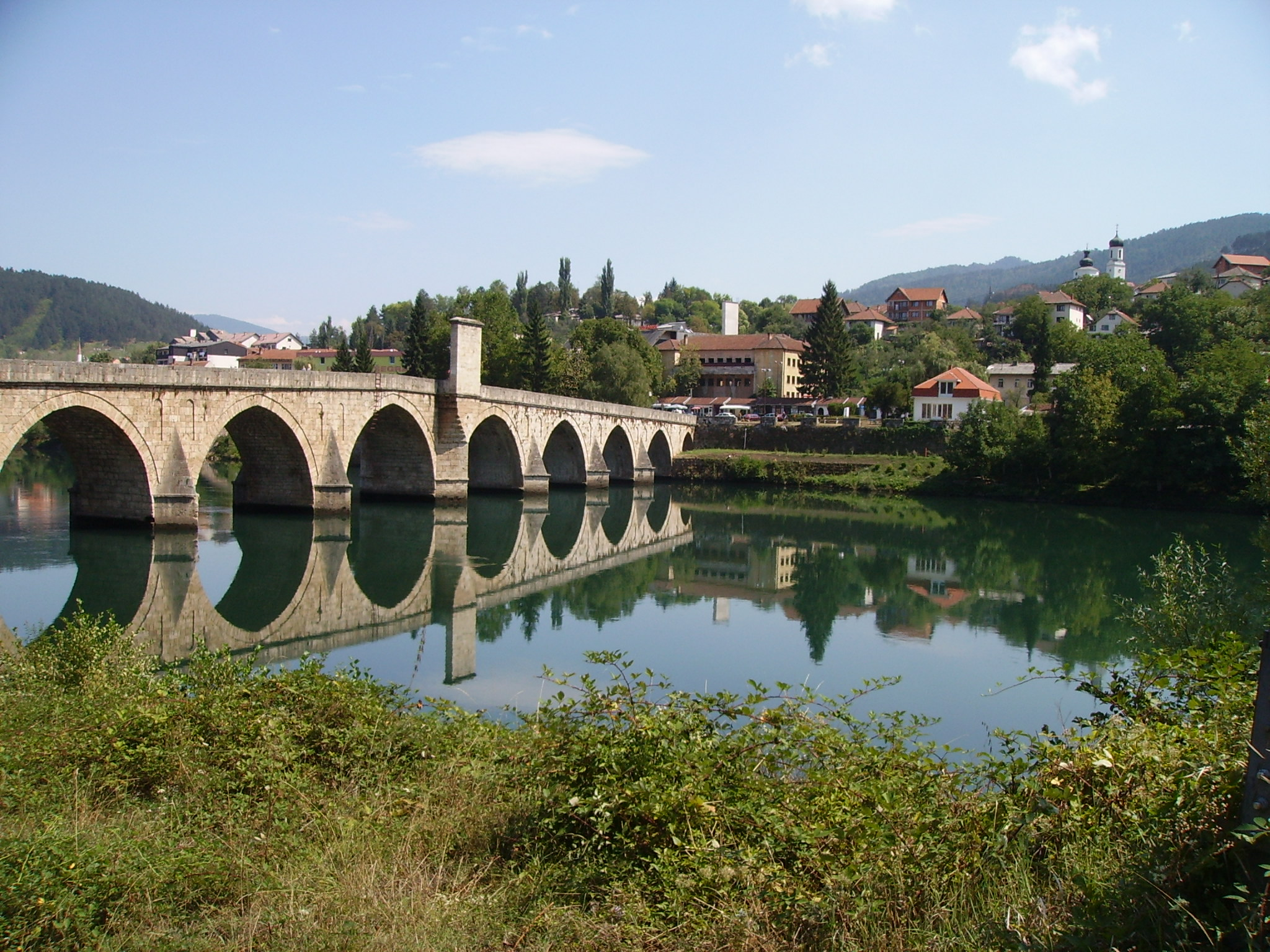
메흐메드 파샤 소콜로비치 다리

비셰그라드의 위치

비셰그라드(세르비아어: Вишеград, Višegrad, 크로아티아어: Višegrad, 보스니아어: Višegrad)는 보스니아 헤르체고비나의 도시로 면적은 48km2, 높이는 389m, 인구는 21,199명(1991년 당시 기준)이다. 행정 구역상으로는 스릅스카 공화국에 속한다. 드리나강과 접하고 있고 동쪽으로는 세르비아와 국경을 접한다.
노벨 문학상을 수상한 작가인 이보 안드리치의 소설 《드리나강의 다리》의 배경이 된 곳으로 유명하다. 작품 속에 등장하는 메흐메드 파샤 소콜로비치 다리는 1571년 오스만 제국의 대재상이었던 소콜루 메흐메트 파샤의 명령을 받은 건축가인 미마르 시난에 의해 건설된 다리이며 1577년에 준공되었다. 2007년 유네스코가 지정한 세계유산으로 선정된 이래 많은 관광객들이 이곳을 찾고 있다.
1992년 보스니아 전쟁 당시에 유고슬라비아 군대의 공격으로 인해 보스니아인들이 거주하고 있던 마을이 파괴되었으며 많은 보스니아인들이 세르비아인 군대에 의해 학살당했다.

시 문장

## 같이 보기
- 비셰그라드 학살